# Es Racó de S'Alga
La playa Es Racó de S'Alga está situada en la isla de Espalmador, vecina a la Isla de Formentera, en la comunidad autónoma de las Islas Baleares, España.
Es una playa nudista.